# Élections législatives de 2002 à La Réunion
Les élections législatives françaises de 2002 se déroulent les 9 et 16 juin. Dans le département de La Réunion, cinq députés sont à élire dans le cadre de cinq circonscriptions.

## Élus
| Circonscription | Député sortant      | Parti | Parti         | Député élu ou réélu | Parti | Parti         |
| --------------- | ------------------- | ----- | ------------- | ------------------- | ----- | ------------- |
| 1re             | Gilbert Annette     |       | PS            | René-Paul Victoria  |       | UMP           |
| 2e              | Huguette Bello      |       | PCR           | Huguette Bello      |       | PCR           |
| 3e              | André Thien Ah Koon |       | Divers droite | André Thien Ah Koon |       | Divers droite |
| 4e              | Élie Hoarau         |       | PCR           | Christophe Payet    |       | PS            |
| 5e              | Claude Hoarau       |       | PCR           | Bertho Audifax      |       | UMP           |

## Résultats

### Résultats à l'échelle du département
| Parti                                          | Parti                             | Premier tour | Premier tour | Second tour | Second tour | Sièges |
| Parti                                          | Parti                             | Voix         | %            | Voix        | %           | Sièges |
| ---------------------------------------------- | --------------------------------- | ------------ | ------------ | ----------- | ----------- | ------ |
|                                                | Union pour un mouvement populaire | 64 563       | 29,11        | 70 759      | 51,22       | 2      |
|                                                | Divers droite                     | 50 609       | 22,82        |             |             | 1      |
|                                                | Majorité présidentielle           | 115 172      | 51,93        | 70 759      | 51,22       | 3      |
|                                                |                                   |              |              |             |             |        |
|                                                | Parti communiste réunionnais      | 48 676       | 21,95        | 52 672      | 38,12       | 1      |
|                                                | Parti socialiste                  | 30 497       | 13,75        | 14 727      | 10,66       | 1      |
|                                                | Divers gauche                     | 9 733        | 4,39         |             |             | 0      |
|                                                | Les Verts                         | 4 209        | 1,90         | 0           |             |        |
|                                                | Pôle républicain                  | 617          | 0,28         | 0           |             |        |
|                                                | Gauche parlementaire              | 93 732       | 42,27        | 67 399      | 48,78       | 2      |
|                                                |                                   |              |              |             |             |        |
|                                                | Divers                            | 3 620        | 1,63         |             |             | 0      |
|                                                | Front national                    | 2 904        | 1,31         | 0           |             |        |
|                                                | Extrême gauche dont LCR et LO     | 2 238        | 1,01         | 0           |             |        |
|                                                | Régionaliste                      | 1 452        | 0,65         | 0           |             |        |
|                                                | Mouvement national républicain    | 1 382        | 0,62         | 0           |             |        |
|                                                | Divers écologiste                 | 1 270        | 0,57         | 0           |             |        |
|                                                |                                   |              |              |             |             |        |
| Inscrits                                       | Inscrits                          | 437 936      | 100,00       | 250 904     | 100,00      | 5      |
| Abstentions                                    | Abstentions                       | 204 862      | 46,78        | 105 725     | 42,14       |        |
| Votants                                        | Votants                           | 233 074      | 53,22        | 145 179     | 57,86       |        |
| Blancs et nuls                                 | Blancs et nuls                    | 11 304       | 4,85         | 7 021       | 4,84        |        |
| Exprimés                                       | Exprimés                          | 221 770      | 95,15        | 138 158     | 95,16       |        |
| Source : Ministère de l'Intérieur - La Réunion |                                   |              |              |             |             |        |

### Résultats par circonscription

#### Première circonscription (Saint-Denis)
| Candidat       | Candidat               | Parti             | Premier tour | Premier tour | Second tour | Second tour |  |
| Candidat       | Candidat               | Parti             | Voix         | %            | Voix        | %           |  |
| -------------- | ---------------------- | ----------------- | ------------ | ------------ | ----------- | ----------- |  |
|                | René-Paul Victoria élu | UMP               | 15 105       | 47,01        | 20 297      | 57,95       |  |
|                | Michel Tamaya sortant  | PS                | 8 572        | 26,68        | 14 727      | 42,05       |  |
|                | Alain Armand           | Divers gauche     | 4 228        | 13,16        |             |             |  |
|                | Marie-Luce Clain       | FN                | 868          | 2,7          |             |             |  |
|                | Pierre Dupuy           | Divers droite     | 772          | 2,4          |             |             |  |
|                | Jean-Pierre Esperet    | Les Verts         | 681          | 2,12         |             |             |  |
|                | Jean-Max Nativel       | Divers gauche     | 356          | 1,11         |             |             |  |
|                | Didier Lombard         | LO                | 267          | 0,83         |             |             |  |
|                | Jeanne Loyher-Pere     | Divers écologiste | 260          | 0,81         |             |             |  |
|                | Ahmed Abdool Assenjee  | Divers droite     | 215          | 0,67         |             |             |  |
|                | Gabrielle Marie        | Divers écologiste | 210          | 0,65         |             |             |  |
|                | Marie-Claude Junot     | Divers            | 145          | 0,45         |             |             |  |
|                | Philippe Azema         | LCR               | 143          | 0,45         |             |             |  |
|                | Jean-Yves Goulan       | Pôle républicain  | 109          | 0,34         |             |             |  |
|                | Catherine Jassaud      | MNR               | 103          | 0,32         |             |             |  |
|                | Marie-Nadège Tirano    | Régionaliste      | 96           | 0,3          |             |             |  |
|                | Émile Chane-Tou-Ky     | Divers droite     | 0            | 0            |             |             |  |
|                |                        |                   |              |              |             |             |  |
| Inscrits       | Inscrits               | Inscrits          | 71 674       | 100,00       | 71 656      | 100,00      |  |
| Abstentions    | Abstentions            | Abstentions       | 37 861       | 52,82        | 34 755      | 48,5        |  |
| Votants        | Votants                | Votants           | 33 813       | 47,18        | 36 901      | 51,5        |  |
| Blancs et nuls | Blancs et nuls         | Blancs et nuls    | 1 683        | 4,98         | 1 877       | 5,09        |  |
| Exprimés       | Exprimés               | Exprimés          | 32 130       | 95,02        | 35 024      | 94,91       |  |

#### Deuxième circonscription (Saint-Paul)
| Candidat       | Candidat                       | Parti             | Premier tour | Premier tour | Second tour | Second tour |  |
| Candidat       | Candidat                       | Parti             | Voix         | %            | Voix        | %           |  |
| -------------- | ------------------------------ | ----------------- | ------------ | ------------ | ----------- | ----------- |  |
|                | Huguette Bello sortante réélue | PCR (PS)          | 20 402       | 43,63        | 29 518      | 54,05       |  |
|                | Alain, Robert Benard           | UMP               | 18 019       | 38,53        | 25 094      | 45,95       |  |
|                | Henri Vergoz                   | Divers droite     | 3 573        | 7,64         |             |             |  |
|                | Denise Caro                    | Divers gauche     | 989          | 2,11         |             |             |  |
|                | Cyrille Lebon                  | Les Verts         | 814          | 1,74         |             |             |  |
|                | Daniel Meray                   | FN                | 627          | 1,34         |             |             |  |
|                | Clovis Pavaye                  | Divers gauche     | 612          | 1,31         |             |             |  |
|                | Bernard Law-Wai                | Divers            | 446          | 0,95         |             |             |  |
|                | Linda Payet                    | LO                | 365          | 0,78         |             |             |  |
|                | Jacques Dijoux                 | Divers droite     | 333          | 0,71         |             |             |  |
|                | Solange Sava                   | MNR               | 239          | 0,51         |             |             |  |
|                | Jean-Luc Spanek                | Divers écologiste | 208          | 0,44         |             |             |  |
|                | Marie-Jeanne Payet             | Régionaliste      | 137          | 0,29         |             |             |  |
|                |                                |                   |              |              |             |             |  |
| Inscrits       | Inscrits                       | Inscrits          | 92 147       | 100,00       | 92 144      | 100,00      |  |
| Abstentions    | Abstentions                    | Abstentions       | 43 212       | 46,89        | 34 675      | 37,63       |  |
| Votants        | Votants                        | Votants           | 48 935       | 53,11        | 57 469      | 62,37       |  |
| Blancs et nuls | Blancs et nuls                 | Blancs et nuls    | 2 171        | 4,44         | 2 857       | 4,97        |  |
| Exprimés       | Exprimés                       | Exprimés          | 46 764       | 95,56        | 54 612      | 95,03       |  |

#### Troisième circonscription (Le Tampon)
|                | André Thien Ah Koon sortant réélu | Divers droite     | 32 188  | 56,17  |  |  |  |
|                | Julien Ramin                      | PCR               | 13 043  | 22,76  |  |  |  |
|                | Céline Lucilly                    | Divers droite     | 4 079   | 7,12   |  |  |  |
|                | Joseph Damour                     | Divers            | 1 690   | 2,95   |  |  |  |
|                | Cyril Fouladoux                   | Les Verts         | 1 456   | 2,54   |  |  |  |
|                | Bertrand, Louis Grondin           | Divers gauche     | 1 418   | 2,47   |  |  |  |
|                | Michaël, Denis Crochet            | Régionaliste      | 651     | 1,14   |  |  |  |
|                | Corinne Imbola                    | LO                | 538     | 0,94   |  |  |  |
|                | René-Paul Hoarau                  | Pôle républicain  | 508     | 0,89   |  |  |  |
|                | Thérèsien Mouny Latchimy          | Divers            | 473     | 0,83   |  |  |  |
|                | Daniela Montes                    | MNR               | 472     | 0,82   |  |  |  |
|                | Aniel Boyer                       | Régionaliste      | 308     | 0,54   |  |  |  |
|                | Georges Niflore                   | Divers            | 185     | 0,32   |  |  |  |
|                | Jean-François Gauthier            | Divers écologiste | 175     | 0,31   |  |  |  |
|                | Philippe Salesses                 | Divers            | 118     | 0,21   |  |  |  |
|                | Christophe Eula                   | Divers            | 1       | 0      |  |  |  |
|                |                                   |                   |         |        |  |  |  |
| Inscrits       | Inscrits                          | Inscrits          | 106 761 | 100,00 |  |  |  |
| Abstentions    | Abstentions                       | Abstentions       | 45 974  | 43,06  |  |  |  |
| Votants        | Votants                           | Votants           | 60 787  | 56,94  |  |  |  |
| Blancs et nuls | Blancs et nuls                    | Blancs et nuls    | 3 484   | 5,73   |  |  |  |
| Exprimés       | Exprimés                          | Exprimés          | 57 303  | 94,27  |  |  |  |

#### Quatrième circonscription (Saint-Pierre)
|                | Christophe Payet élu  | PS (PCR)          | 21 925 | 50,28  |  |  |  |
|                | David Lorion          | UMP               | 18 219 | 41,78  |  |  |  |
|                | Jocelyne Stephen      | Les Verts         | 738    | 1,69   |  |  |  |
|                | Jean Provens          | FN                | 726    | 1,67   |  |  |  |
|                | Nicolas Grondin       | LO                | 447    | 1,03   |  |  |  |
|                | Gérard Lacroix        | Divers écologiste | 417    | 0,96   |  |  |  |
|                | Annie-Claude France   | MNR               | 391    | 0,9    |  |  |  |
|                | Judith Mamindy Pajany | Divers            | 383    | 0,88   |  |  |  |
|                | Jacky Juan            | Divers gauche     | 197    | 0,45   |  |  |  |
|                | Vincent Defaud        | Régionaliste      | 160    | 0,37   |  |  |  |
|                |                       |                   |        |        |  |  |  |
| Inscrits       | Inscrits              | Inscrits          | 80 247 | 100,00 |  |  |  |
| Abstentions    | Abstentions           | Abstentions       | 34 532 | 43,03  |  |  |  |
| Votants        | Votants               | Votants           | 45 715 | 56,97  |  |  |  |
| Blancs et nuls | Blancs et nuls        | Blancs et nuls    | 2 112  | 4,62   |  |  |  |
| Exprimés       | Exprimés              | Exprimés          | 43 603 | 95,38  |  |  |  |

#### Cinquième circonscription (Saint-Benoît)
| Candidat       | Candidat              | Parti          | Premier tour | Premier tour | Second tour | Second tour |  |
| Candidat       | Candidat              | Parti          | Voix         | %            | Voix        | %           |  |
| -------------- | --------------------- | -------------- | ------------ | ------------ | ----------- | ----------- |  |
|                | Claude Hoarau sortant | PCR (PS)       | 15 231       | 36,29        | 23 154      | 47,72       |  |
|                | Bertho Audifax élu    | UMP (UDF)      | 13 220       | 31,5         | 25 368      | 52,28       |  |
|                | Jean-Louis Lagourgue  | Divers droite  | 5 144        | 12,26        |             |             |  |
|                | Nadia Ramassamy       | Divers droite  | 4 305        | 10,26        |             |             |  |
|                | Axel Kichenin         | Divers gauche  | 1 302        | 3,1          |             |             |  |
|                | Sully Andoche         | FN             | 683          | 1,63         |             |             |  |
|                | Éric Delorme          | Divers gauche  | 631          | 1,5          |             |             |  |
|                | Marie-Rose Severin    | Les Verts      | 520          | 1,24         |             |             |  |
|                | Jean-Yves Payet       | LO             | 478          | 1,14         |             |             |  |
|                | Jean-Georges Gamin    | Divers         | 179          | 0,43         |             |             |  |
|                | Évelyne Toulotte      | MNR            | 177          | 0,42         |             |             |  |
|                | Félix Clain           | Régionaliste   | 100          | 0,24         |             |             |  |
|                |                       |                |              |              |             |             |  |
| Inscrits       | Inscrits              | Inscrits       | 87 107       | 100,00       | 87 104      | 100,00      |  |
| Abstentions    | Abstentions           | Abstentions    | 43 283       | 49,69        | 36 295      | 41,67       |  |
| Votants        | Votants               | Votants        | 43 824       | 50,31        | 50 809      | 58,33       |  |
| Blancs et nuls | Blancs et nuls        | Blancs et nuls | 1 854        | 4,23         | 2 287       | 4,5         |  |
| Exprimés       | Exprimés              | Exprimés       | 41 970       | 95,77        | 48 522      | 95,5        |  |